# The Great Heathen Army
The Great Heathen Army ist das zwölfte Studioalbum der schwedischen Melodic-Death-Metal-Band Amon Amarth. Es wurde am 5. August 2022 durch Metal Blade Records veröffentlicht. Mit ihm erreichte die Band zum dritten Mal in Folge Platz eins der deutschen Albumcharts.

## Entstehung und Veröffentlichung
Das Album wurde mit Andy Sneap – der bereits für Jomsviking verantwortlich zeichnete – in seinem Backstage Studio in Derbyshire, England aufgenommen. Sneap mischte und masterte das Album auch. Bei den Aufnahmen steuerte Saxon-Sänger Biff Byford seinen Gesang zum Song Saxons and Vikings bei. Als Single und Video erschien bereits vorab am 2. Juni 2022 Get in the Ring. Das Album wurde nach dem Großen Heidnischen Heer benannt, das im späten 9. Jahrhundert aus Dänemark kommend einen Großteil Englands plünderte und eroberte.

## Titelliste
| Nr.          | Titel                  | Länge |
| ------------ | ---------------------- | ----- |
| 1.           | Get in the Ring        | 4:24  |
| 2.           | The Great Heathen Army | 4:04  |
| 3.           | Heidrun                | 4:42  |
| 4.           | Oden Owns You All      | 4:17  |
| 5.           | Find a Way or Make One | 4:30  |
| 6.           | Dawn of Norsemen       | 5:32  |
| 7.           | Saxons and Vikings     | 4:55  |
| 8.           | Skagul Rides with Me   | 4:34  |
| 9.           | The Serpent’s Trail    | 6:01  |
| Gesamtlänge: | Gesamtlänge:           | 42:59 |

## Rezensionen
Kerrang! bewertete das Album mit vier von fünf Sternen. Dan Slessor beschrieb das Album als „a step back towards their melodic death metal origins, and it is definitely to their betterment, delivering perhaps the strongest collection since 2008’s Twilight of the Thunder God“. Blabbermouth vergab 8,5 von zehn Punkten. Das Album wurde beschrieben als „Both an unapologetic, festival-ready dose of new, gleaming, Viking-populated anthems, and one of the darkest and most brutal albums they have yet made“. Im Metal Hammer wertete Sebastian Kessler mit sechs von sieben Punkten. Auch er nahm die Entwicklung zu härteren Klängen wahr: „Dass sich die Waagschale auf The Great Heathen Army mal wieder zur dunklen Seite neigt, ist eine erfrischende Entwicklung und zeigt, dass Amon Amarth in ihrem 30. Band-Jahr nichts von ihrem Feuer eingebüßt haben.“ In Rock It! bewertete Tom Lubowski das Album mit neun von zehn Punkten. Er urteilte: „The Great Heathen Army treibt Amon Amarth schnurstracks von ihren fiktiven Konzeptionen Jomsviking und schwermetallischen Ausflügen auf Berserker mit einem Stück weniger Bombast wieder auf den Kurs ihres ureigenen finsteren, klassischen Viking Metal-Sounds.“

## Chartplatzierungen
Wie seine beiden Vorgänger stieg auch The Great Heathen Army auf Anhieb auf Platz eins der deutschen Albumcharts ein. In Österreich belegte das Album Platz vier, in der Schweiz Platz drei und in Schweden Platz 20. Darüber hinaus belegte das Album Platz 95 im Vereinigten Königreich.
| ChartsChartplatzierungen     | Höchstplatzierung | Wochen |
| ---------------------------- | ----------------- | ------ |
| Deutschland (GfK)            | 1 (9 Wo.)         | 9      |
| Österreich (Ö3)              | 4 (5 Wo.)         | 5      |
| Schweden (GLF)               | 20 (1 Wo.)        | 1      |
| Schweiz (IFPI)               | 3 (6 Wo.)         | 6      |
| Vereinigtes Königreich (OCC) | 95 (1 Wo.)        | 1      |

| ChartsJahrescharts (2022) | Platzierung |
| ------------------------- | ----------- |
| Deutschland (GfK)         | 86          |